# Arizona Market
Arizona Market er et marked i Bosnien der voksede spontant frem i det nordøstlige Bosnien-Hercegovina i kølvandet på krigen 1992 - 1995 og den efterfølgende Daytonaftale. Arizona Market er i dag Balkans største handelsplads og en af de største i hele Østeuropas.

## Historie
I december 1995 rykkede NATO-tropper ind i Bosnien for at gennemtvinge Daytonaftalen. For at holde øje med trafikken oprettede NATO et checkpoint på nord-syd hovedvejen der forbinder Tuzla og Orašje – af NATO-tropperne uofficielt kaldet Arizone Road – uden for Brcko i det nordøstlige Bosnien. Området er officielt en del af både Bosnien-Hercegovina og Republika Srpska og ligger økonomisk strategisk placeret i knudepunktet hvor Bosnien-Hercegovina, Kroatien, Serbien og Montenegro mødes. Ved checkpointet fremvoksede hurtigt en uformel handel mellem områdets bosniakker, kroatere og serbere. De lokale NATO-officerer bemærkede dette "interetniske" møde og besluttede at understøtte det. Grundet den ideelle placering og næste komplet mangel på enhver form for kontrol, inkl. beskatning, udviklede markedet sig hurtigt med eksplosiv fart.
Markedet havde ingen planlagt infrastruktur, uden kloakering og elektricitet og udelukkende med jord- og mudderveje. Handelsstanderne og butikkerne interimistiske trækonstruktioner, så det lignede en 1800tals vesternby. Markedet fik hurtigt et ry for at være Balkans største center for smuglervarer, hælervarer, prostitution og kvindehandel – ifølge en talsmand fra FN blev hovedparten af kvinder solgt til prostitution handlet gennem Arizona Market. Alt var til salg på Arizona Market, fra Levi jeans, parfume, kiwifrugt, kopi-CD’er & DVD’er, kreaturer, biler til våben, narkotika og kvinder – skattefrit og ofte til en langt billigere pris end noget andet steds i området.
I marts 2000 overtog de lokale myndighederne i Brcko oversigten med markedet, og i oktober 2000 påbegyndtes en stor oprydning og regulering af markedet. Et italiensk firma kaldet Italprojekt fik opgaven med at rekonstruere hele markedet; installere kloakker & elektricitet opfører handelsbygninger, basarer, lagerhaller, lægge veje, parkeringspladser, etc. I november 2004 blev markedet igen officielt åbent og størstedelen af standene og butikkerne er i dag registreret og betaler skat.